# Тарноруда (Тернопільський район)
Тарнору́да — село в Україні, у Підволочиській селищній громаді Тернопільського району Тернопільської області. Розташоване на річці Збруч, на сході району. Раніше підпорядковувалось Турівській сільській раді.
Від вересня 2015 року ввійшло у склад Підволочиської селищної громади.
Населення — 18 осіб (2007).

## Історія
Поблизу Тарноруди виявлено археологічні пам'ятки черняхівської культури.
Перша писемна згадка — 1578 р. як власницьке містечко родини польських шляхтичів Одровонжів; пізніше (17 - 18 ст.) належало родині Сєнявських. Входило до складу Червоногородського повіту.
На початку 18 ст. містечко належало до Гримайлівського ключа.
У 19 ст. належало до Скалатського повіту Королівства Галичини. 
Користувалося власною символікою — печаткою з зображенням жіночої постаті з хрестом у руці (імовірно — Святої Маргарити), відбиток якої (датований 1870-ми рр.) зберігся в колекції документів відомого львівського краєзнавця Антонія Шнайдера (Львівська наукова бібліотека ім. В.Стефаника. — Відділ рукописів. — Ф. 144. — Оп. 3. — Спр. 18(1). — Арк. 17).
Станом на 2020 рік у селі Тарноруда проживає приблизно 20 осіб.
12 червня 2020 року, відповідно до розпорядження Кабінету Міністрів України  № 724-р «Про визначення адміністративних центрів та затвердження територій територіальних громад Тернопільської області», увійшло до складу Підволочиської селищної громади.
19 липня 2020 року, в результаті адміністративно-територіальної реформи та ліквідації Підволочиського району, село увійшло до складу новоствореного Тернопільського району.

## Символіка

### Герб
На лазуровому полі посередині срібна троянда з вісьмома пелюстками.

## Пам'ятки

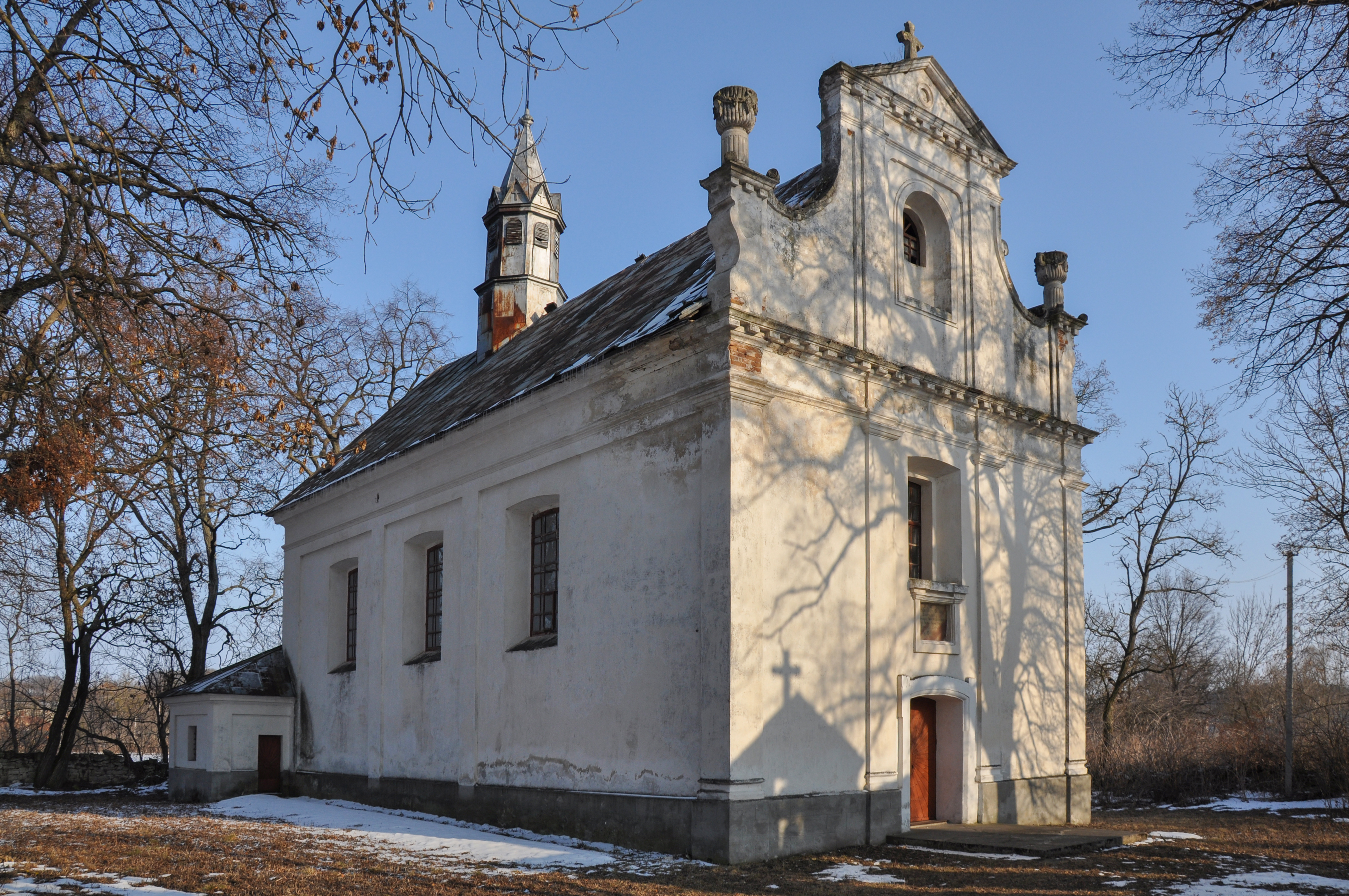
Костел св. Станіслава

### Костел св. Станіслава(1816р.)
Святиню ділить дві парафії: римо-католицька та греко-католицька. Історія будівлі сягає мінімум до 1800-их рр. До того періоду існують лише легенди про походження костелу. Капеланія закладена 1717 року. Храм освятили у 1827 р., коли налічувалося 1,5 - 2 тисячі парафіян. Під час Першої та Другої Світових воєн у костелі організовували склади для зерна, магазини, танцювальні зали. У 2020 р. всередині збереглися деякі ікони, надписи на стінах, книги латинською мовою, частина органу. Біля костелу стоїть статуя святого Яна Непомука (Непомуцена) 1805 року.  